# Isuzu Ascender
 (juillet 2018).
Si vous disposez d'ouvrages ou d'articles de référence ou si vous connaissez des sites web de qualité traitant du thème abordé ici, merci de compléter l'article en donnant les références utiles à sa vérifiabilité et en les liant à la section « Notes et références ».
L'Isuzu Ascender est un SUV produit par General Motors pour Isuzu à partir de 2003.

## Historique
L' Ascender 7 places a été introduit en 2003 en remplacement de l'Isuzu Trooper. L'Ascender 5 places l'a été l'année suivante pour remplacer l'Isuzu Rodeo et l'Isuzu Axiom. Il est propulsé par un V8 de 4,2 litres en ligne à 6 cylindres et un 5,3 V8 ou un 5,3 litres avec technologie de cylindrée sur demande. L'Ascender est un SUV de taille moyenne qui n'est pas vraiment un produit GM.
Le moteur V8 a été arrêté à partir de 2006 et l'ensemble de la gamme a été arrêtée en 2008, coïncidant avec le projet d'Isuzu de se retirer du marché américain.